# Ascochyta cynosuricola
Ascochyta cynosuricola är en svampart som beskrevs av Punith. 1979. Ascochyta cynosuricola ingår i släktet Ascochyta, ordningen Pleosporales, klassen Dothideomycetes, divisionen sporsäcksvampar och riket svampar.   Inga underarter finns listade i Catalogue of Life.